# Hyphydrophilus adisi
Hyphydrophilus adisi är en mångfotingart som beskrevs av Pereira, Minelli och Paolo Barbieri 1994. Hyphydrophilus adisi ingår i släktet Hyphydrophilus och familjen storjordkrypare. Inga underarter finns listade i Catalogue of Life.